# Xuande-kejsaren
Kejsar Xuande (宣德帝), född 1399 i Peking, död 1435, var den femte kejsaren under den kinesiska Mingdynastin. Han regerade 1425 till 1435. Hans ursprungliga namn var Zhu Zhanji (朱瞻基). Han är mest känd under namnet Xuande (宣德) som kommer av namnet på hans regeringsperiod. Han går dessutom under sitt postuma namn Zhangdi (章帝) och sitt tempelnamn Xuanzong (宣宗).
Som barn tränades han i militär teknik av sin farfar kejsar Yongle, och kejsar Xuande såg sig själv som en krigare. Kejsar Xuande var en mycket mångsidig kejsare och var inte bara en skicklig administratör utan behärskade också ridkonst, bågskytte, kalligrafi och målning. Hans regeringsperiod har av historiker ansetts vara en av Mingdynastins bästa och han har bedömts som den näst skickligaste målaren av alla kejsare efter Songdynastins kejsar Huizong. Två viktiga åtgärder som kejsar Xuande genomförde under sin period var att slå sin rebellerande farbror Zhu Gaoxu som ansåg sig ha rätt till tronen, och etableringen av palatsutbildningen för eunucker.
Efter ett avbrott under den föregående kejsaren (Hongxi-kejsaren) tillät Xuande-kejsaren att eunucken Zheng Hes flottexpeditioner återupptogs för sista gången.
Kejsar Xuande avled 1435, 36 år gammal, efter att ha regerat i 10 år och begravdes i Jingling i Minggravarna norr om Peking.

## Hantverk från tiden för Xuande

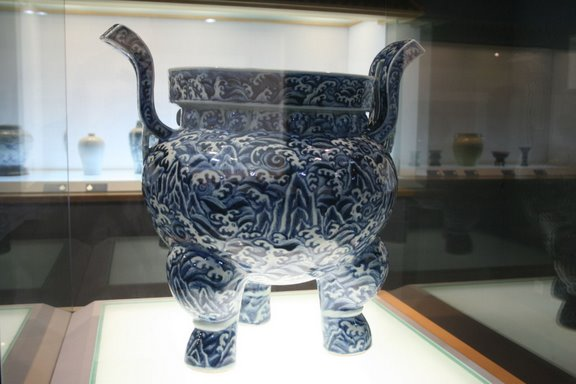
Kokkärl av porslinsvas från Xuandes regimtid.